# F4 (음악 그룹)
F4는 중화민국의 보이 밴드이다. 인기 소녀 만화 《꽃보다 남자》를 타이완에서 드라마화한 작품 《유성화원》에 출연한 4명의에 의해 결성된 그룹으로, 이름의 유래도 4명이 극중에서 연기한 4인조 F4에서 붙여졌다.